# Kuzu paça

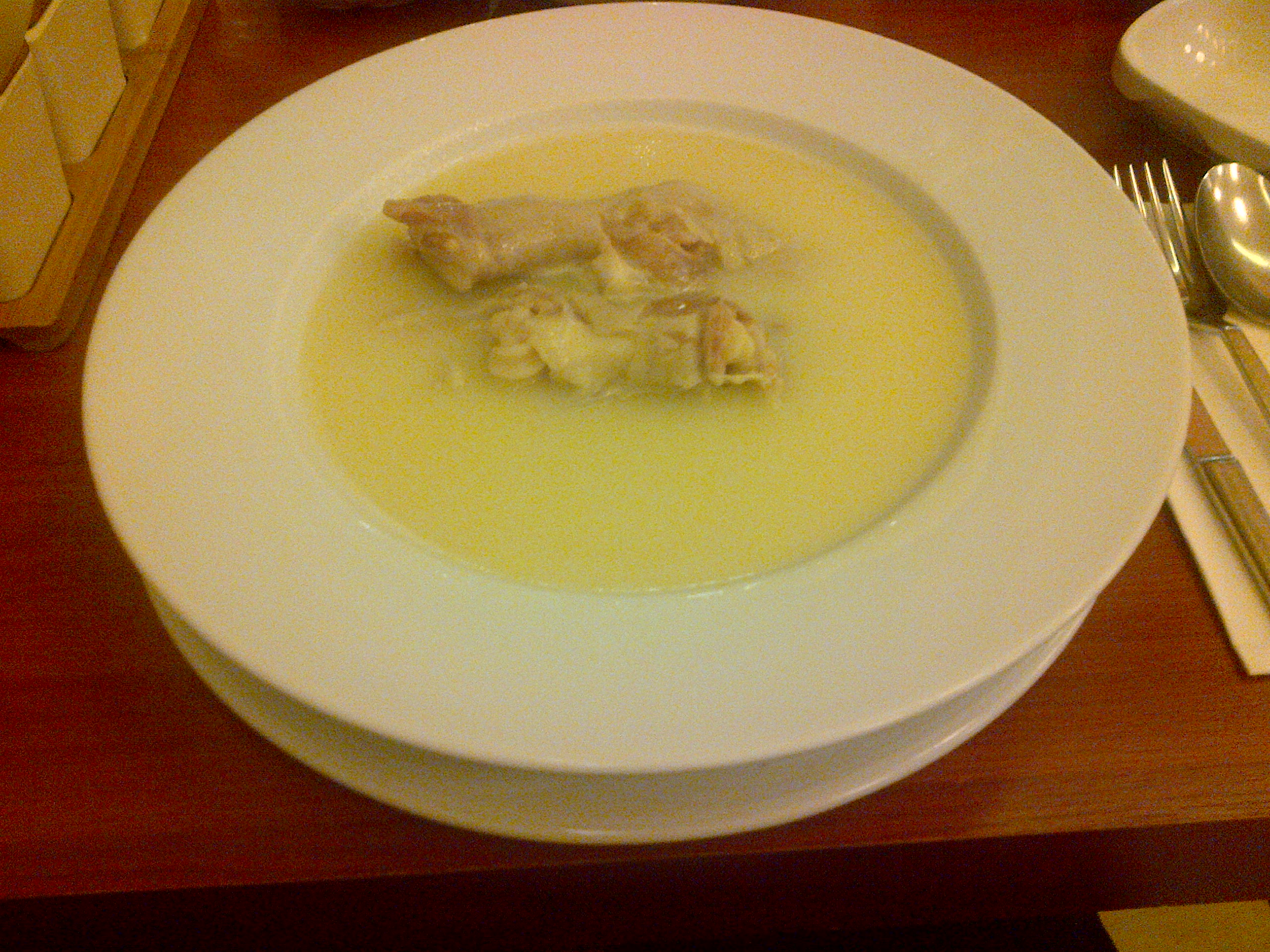
Kuzu paça dans une işkembeci d'Istanbul.

Kuzu paça est un plat de la cuisine turque à base de sabot d'agneau ou de mouton. On peut également utiliser le pied de chèvre. 
Il se cuisine avec un bouillon contenant de la farine, du beurre, parfois du jus de citron, et du jaune d'œuf. Il peut également être accompagné d'une sauce composée d'ail et de vinaigre.
On peut le manger dans les restaurants spécialisés appelés işkembeci en Turquie.
Ce plat diffère de la paça çorbası qui est une soupe de pieds d'animaux plus gros, comme la vache.